# Basket Case 2
Basket Case 2 è un film del 1990, il secondo capitolo della trilogia di film Basket Case diretti da Frank Henenlotter. Anche questo film, come il suo predecessore e il suo successore, non è mai stato distribuito ufficialmente in Italia.

## Trama
Il film inizia esattamente dove era finito il precedente, utilizzando anche un breve clip del finale di quello per riallacciarsi agli avvenimenti. Creduti morti dopo il volo da una finestra dell'hotel Broslin, Duane Bradley e il mostruoso fratello Belial vengono soccorsi e portati in ospedale: qui si risvegliano e scappano, ma vengono intercettati da un'anziana signora e una ragazza che dicono di volerli aiutare. I due, piuttosto malridotti, accettano e si trasferiscono nella magione della signora. La donna, soprannominata "Nonna Ruth", ha una missione nella vita: trasformare la sua casa isolata in un rifugio per tutti i freak esiliati dalla società e creare così una sorta di mondo ospitale per questi individui. Belial è solo l'ultimo di una lunga lista di esseri dalle più bizzarre deformità a entrare in quella casa: uno di essi, Eve, è una sua versione femminile e Belial inizia a provare qualcosa per lei. Da parte sua Duane, che inizia a sentirsi fuori posto in una comune di freak, si innamora di Susan (la ragazza) e cerca di convincerla a scappare da lì con lui per iniziare una nuova vita insieme, senza successo.
Intanto, i collaboratori di un tabloid scandalistico cercano notizie sui fratelli Bradley per imbastirci un articolo, e chiedono informazioni all'anziano proprietario di un freak show. L'uomo non sa nulla, però ha già provveduto a sfruttare la fama dei Bradley nel suo spettacolino. Nonna Ruth, la cui dedizione alla causa sfocia nel fanatismo, si offende moltissimo nello scoprire che i suoi amici "diversi" sono oggetto di scherno e manda Belial a uccidere l'uomo.
I collaboratori del giornale finiscono con lo scoprire dove si nascondono Duane e Belial: il fotografo del tabloid si intrufola nella casa, solo per avere uno spiacevole incontro con tutti i freak e finire massacrato da Belial. In seguito, il direttore del giornale con un ricatto riesce a convincere Duane a incontrarlo in un bar per discutere sull'articolo che vorrebbe scrivere su di lui e il fratello. In una sequenza da commedia, si scopre che il barista e tutti gli altri avventori del locale sono i vari freak (malamente) mascherati da "normali", e presto anche il direttore segue lo stesso destino del fotografo per mano di Belial. Rimane ormai solo l'articolista, colei che aveva scoperto il nascondiglio dei Bradley: Duane arriva ad affrontarla faccia a faccia direttamente a casa di lei, dove presto arrivano anche tutti gli altri freak e anche Belial, che uccide la donna.
Tornati alla magione, i mostri festeggiano per essere riusciti a mantenere il segreto sulla loro esistenza, facendo sparire "misteriosamente" tutti quelli che sapevano qualcosa e Duane cerca di convincere Susan a fare l'amore. Scopre il motivo per cui lei si rifiutava di andarsene: anche lei è un freak, in quanto è incinta di una creatura mostruosa (che ricorda vagamente un chestburster di Alien); terrorizzato, l'uomo inizia a litigare con lei e involontariamente la spinge giù dalla finestra, uccidendola. Nonna Ruth, furiosa, ordina ai freak di cercare Duane e portarglielo.
Duane, frustrato per non essere riuscito a vivere da persona normale, sconvolto per la morte di Susan e spaventato per ciò che gli può succedere, casualmente scopre Belial che fa l'amore con Eve (non è ben chiaro come). Questa visione lo fa impazzire del tutto: folle di gelosia e di egoismo, non sopporta che suo fratello sia felice mentre lui è distrutto e lo tramortisce. Quando Nonna Ruth e i freak lo trovano, scoprono che Duane si è ricucito Belial al fianco in un eccesso di follia, non potendo più sopportare che fossero diventati due entità autonome.

## Rapporto con il primo film
Basket Case 2 rispetto al primo film ha un'impronta da commedia in diverse scene, soprattutto quelle corali con i vari mostri e quelle relative al loro bizzarro aspetto (tra di essi ci sono anche un gargoyle vivente, un uomo-rana e un uomo con la faccia a mezzaluna). Per il resto, l'andamento della trama ricalca in alcuni punti il predecessore e in altri punti la riprende ribaltandola. Nel primo caso la sequenza degli eventi è identica (ci sono tre persone da trovare e uccidere: dottori nel primo film, giornalisti nel secondo); nel secondo caso, se nel primo film era la gelosia di Belial verso Duane a scatenare la tragedia, qui è esattamente l'opposto. Duane si ritrova suo malgrado normale in un mondo di mostri, cerca inutilmente di uscirne per vivere come vivrebbe chiunque, e questa frustrazione gli rende insopportabile la felicità di Belial, il quale da parte sua sghignazza quando il fratello gli rivela le sue intenzioni di andarsene, e sembra iniziare a considerarlo una parte inutile della sua vita.

## Curiosità
- Nei titoli di coda, gli attori che interpretano i freak sono raggruppati sotto la dicitura Unique Individuals ("Individui unici"); un modo educato e al tempo stesso ironico, visto il contesto, di riferirsi ai freak.
- Il film fu girato a Newark e Plainfield, nel New Jersey; la casa di Plainfield in cui fu girato il film era legata ad alcune sinistre leggende che avevano a che fare con Ed Gein.

## Cronologia
- Basket Case (1982)
- Basket Case 2 (1990)
- Basket Case 3: The Progeny (1991)